# Böhmerwolder Kirche

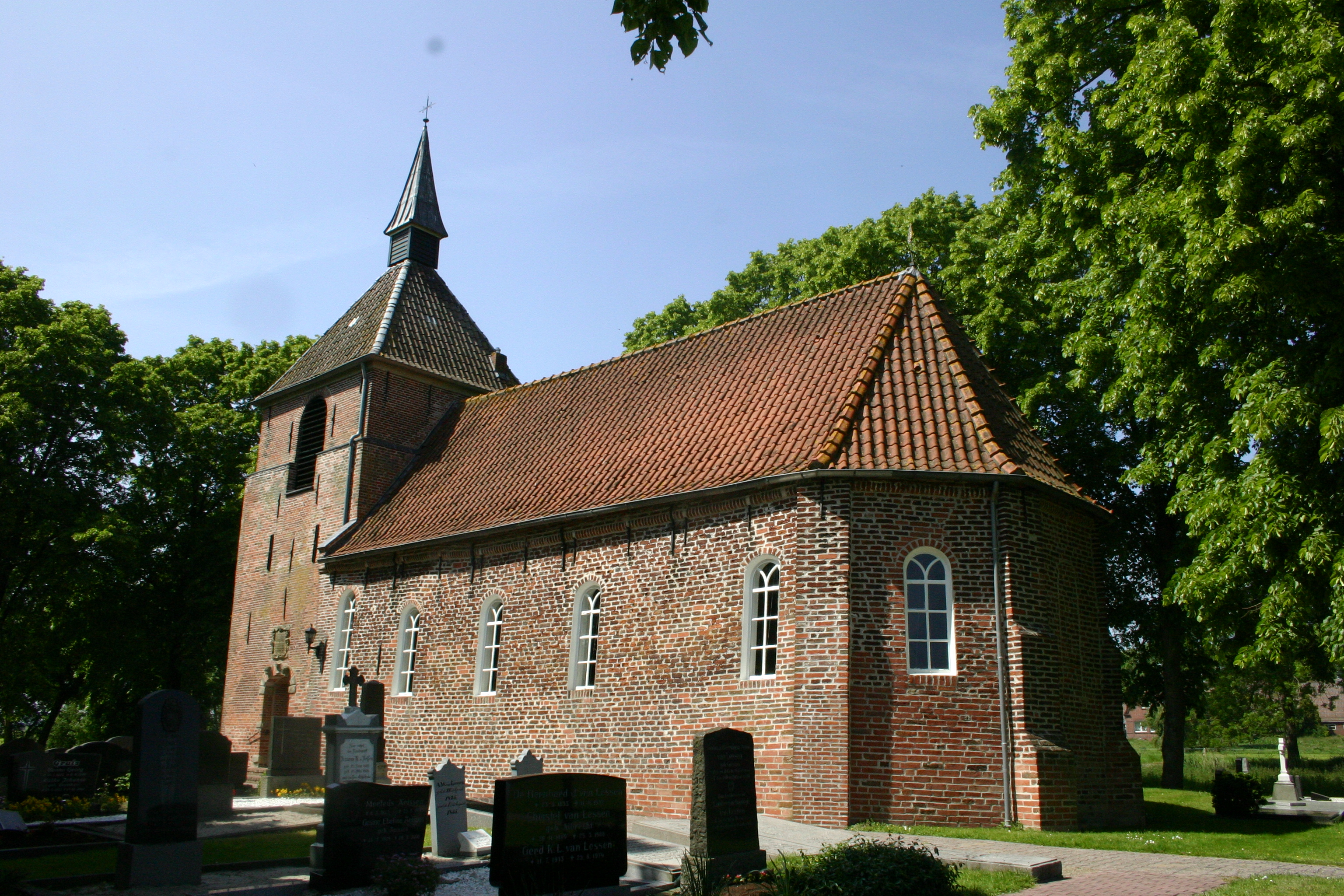
Kirche in Böhmerwold

Die evangelisch-reformierte Böhmerwolder Kirche wurde im Jahr 1703 erbaut und befindet sich in Böhmerwold, einem Ortsteil der Gemeinde Jemgum, inmitten des Rheiderlandes, im südwestlichen Ostfriesland.

## Geschichte

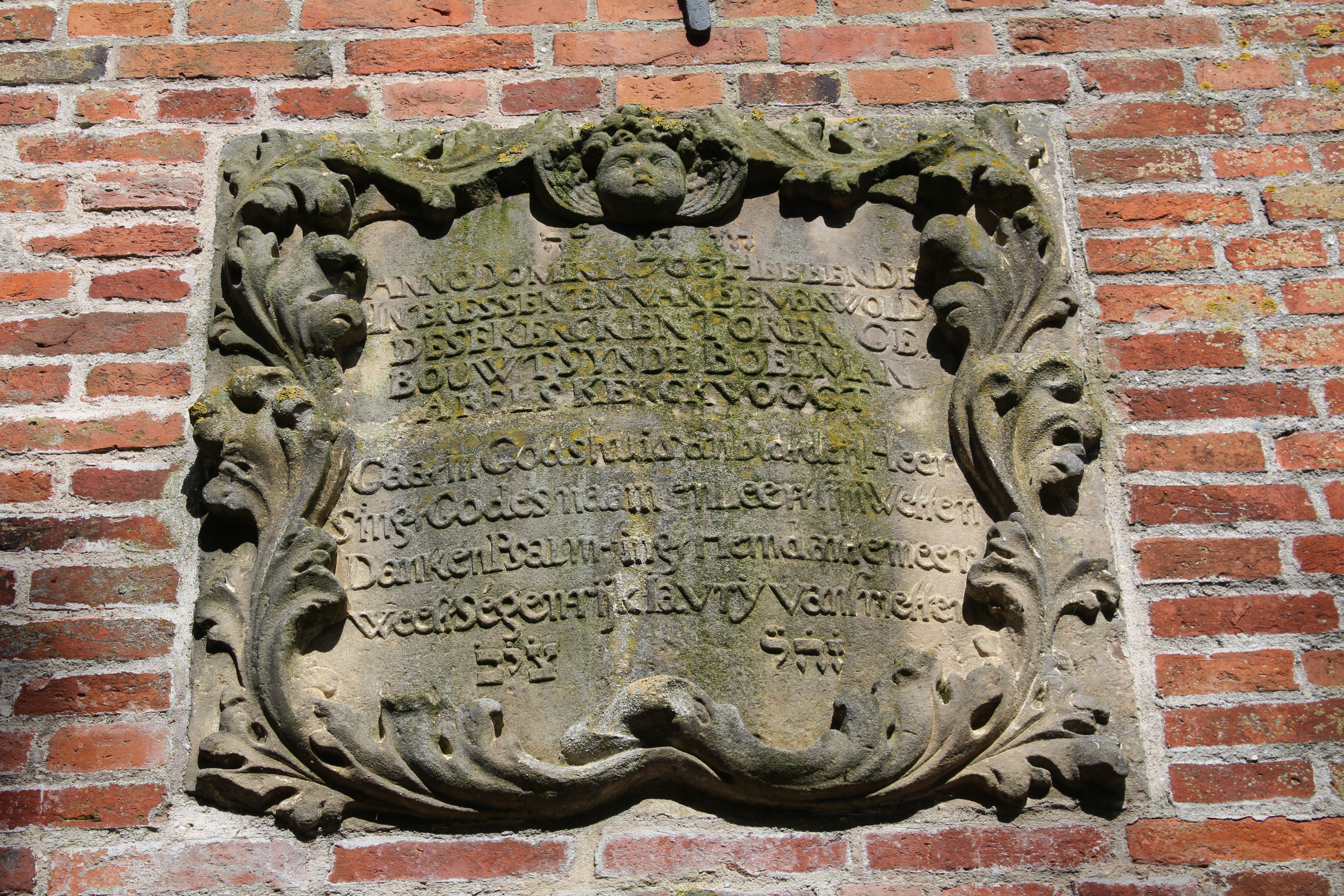
Bauinschrift

Im Jahr 1703 wurde die Backsteinkirche als Ersatz für einen kleinen Fachwerkbau aus Holz und Lehm errichtet. Das Gotteshaus verfügt über 138 Sitzplätze, die zur Finanzierung des Gebäudes an die Gemeindeglieder verkauft wurden. Im Laufe der Zeit erfolgten mehrere kleinere Umbauten und der Anbau des Westturms mit einem Südportal, durch das man heute die Kirche betritt. 1828 wurde das Gebäude erweitert und eine Orgel eingebaut, da die Gemeinde durch die Eingemeindungen von Bunderhammerich und Süder- und Norder-Christian-Eberhardspolder gewachsen war.
Seit 1936 teilen sich Böhmerwold und Marienchor eine Pastorenstelle. Heute werden die beiden Dorfgemeinden von Jemgum versorgt.

## Architektur

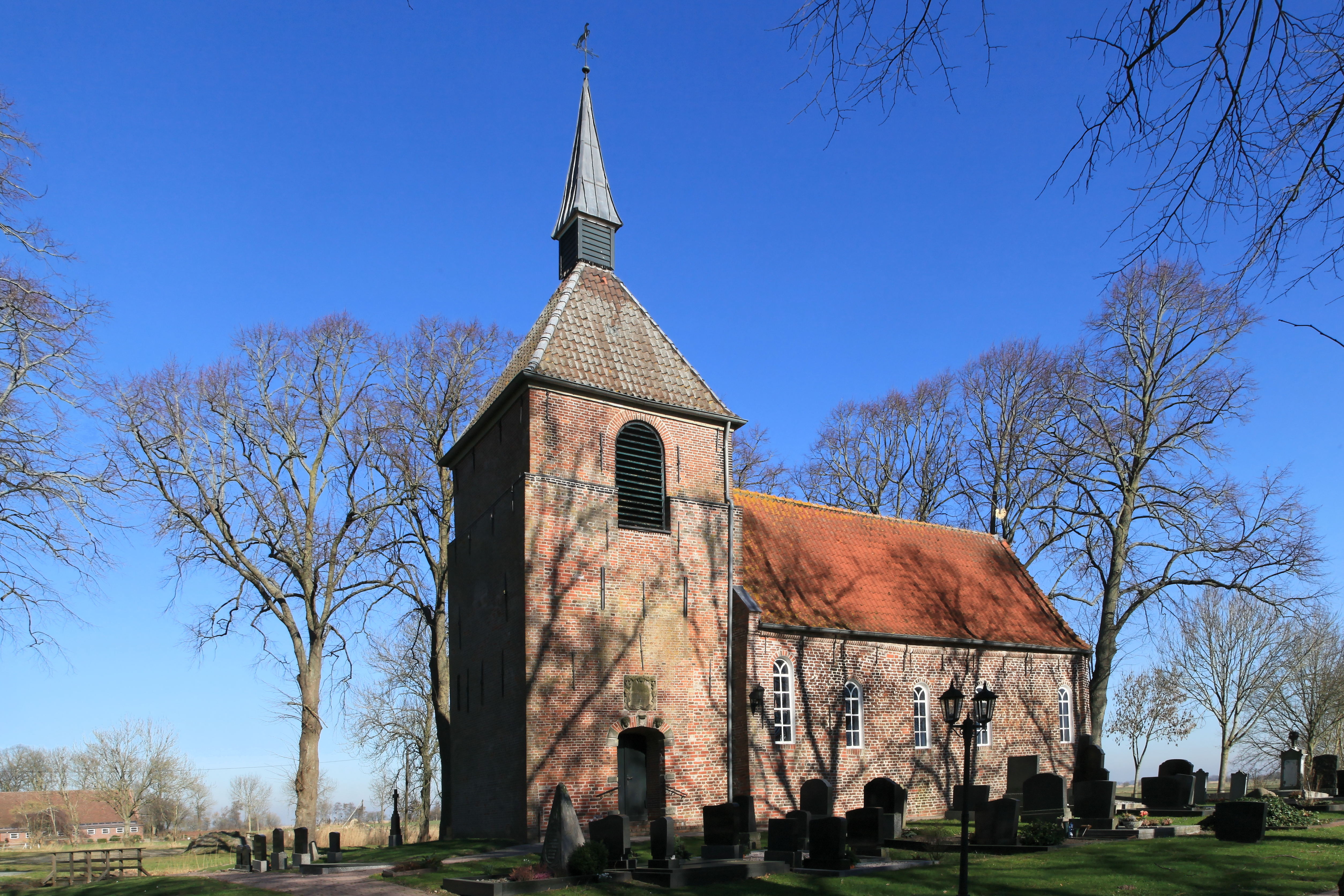
Kirche von Südwesten

Die Saalkirche hat einen polygonalen Chor, der durch Strebepfeiler gestützt wird. Licht erhält das Gebäude durch schmale Fenster, die ihren Abschluss in Rundbögen finden.
Der wuchtige, fensterlose Glockenturm hat im Süden und Norden unterhalb der Traufe zwei rundbogige Schalllöcher für das Geläut. Über dem reich verzierten Portal mit Korbbogen in der Südwand ist eine Inschriftenkartusche angebracht, die mit Puttenköpfen und Akanthusranken verziert ist. Die niederländische Bauinschrift lautet: „ANNO DOMINI 1703 HEBBEN DE INTERESSENTEN VAN BEMERWOLD DESE KERCK EN TOREN GEBOUWT. SYNDE BOELMAN ABELS KERCKVOOGT“. Dem Zeltdach ist ein kleiner Spitzhelm aufgesetzt, der von einem Turmknauf, Kreuz und einem Pferd als Wetterfahne bekrönt wird.

## Ausstattung

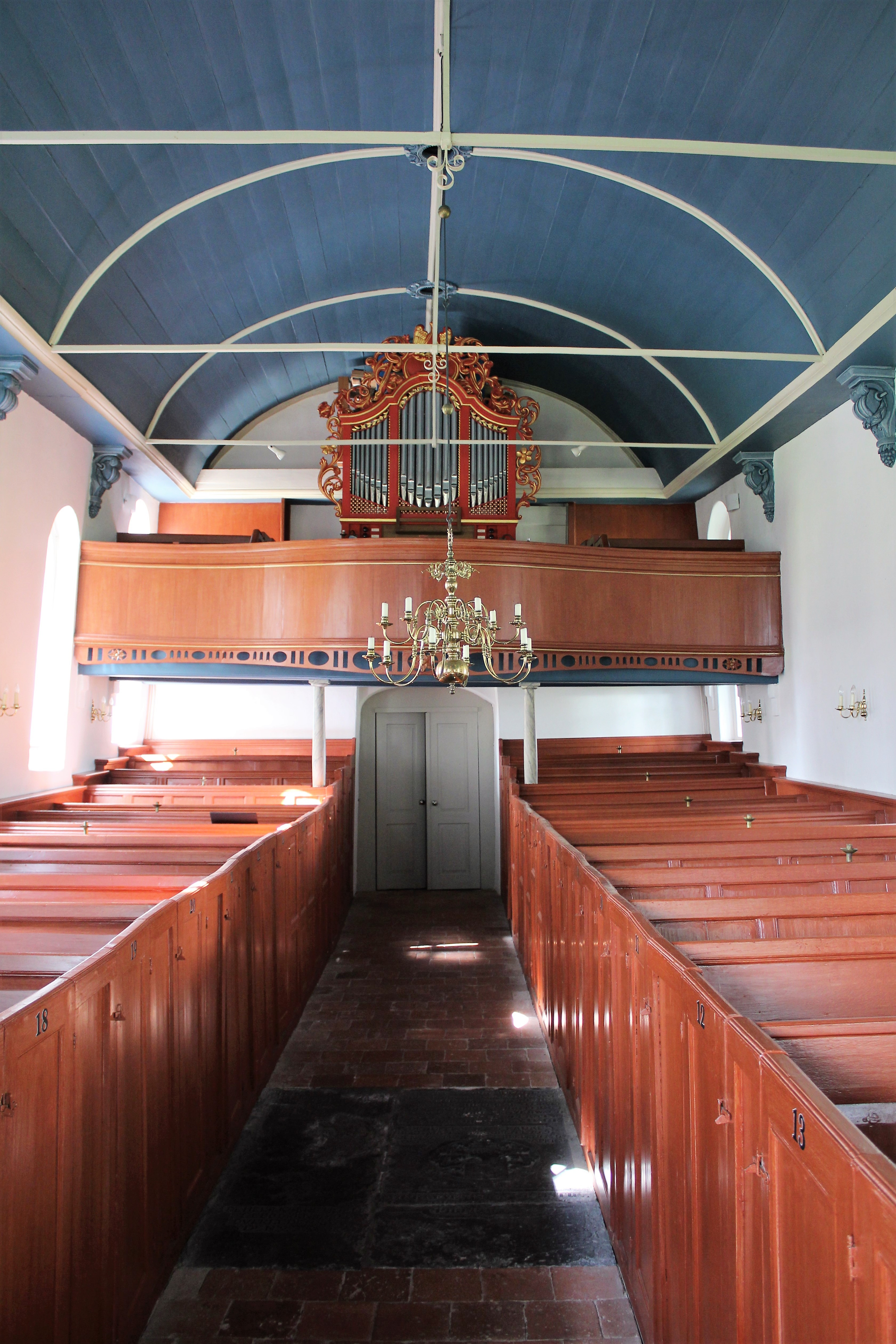
Blick Richtung Westempore

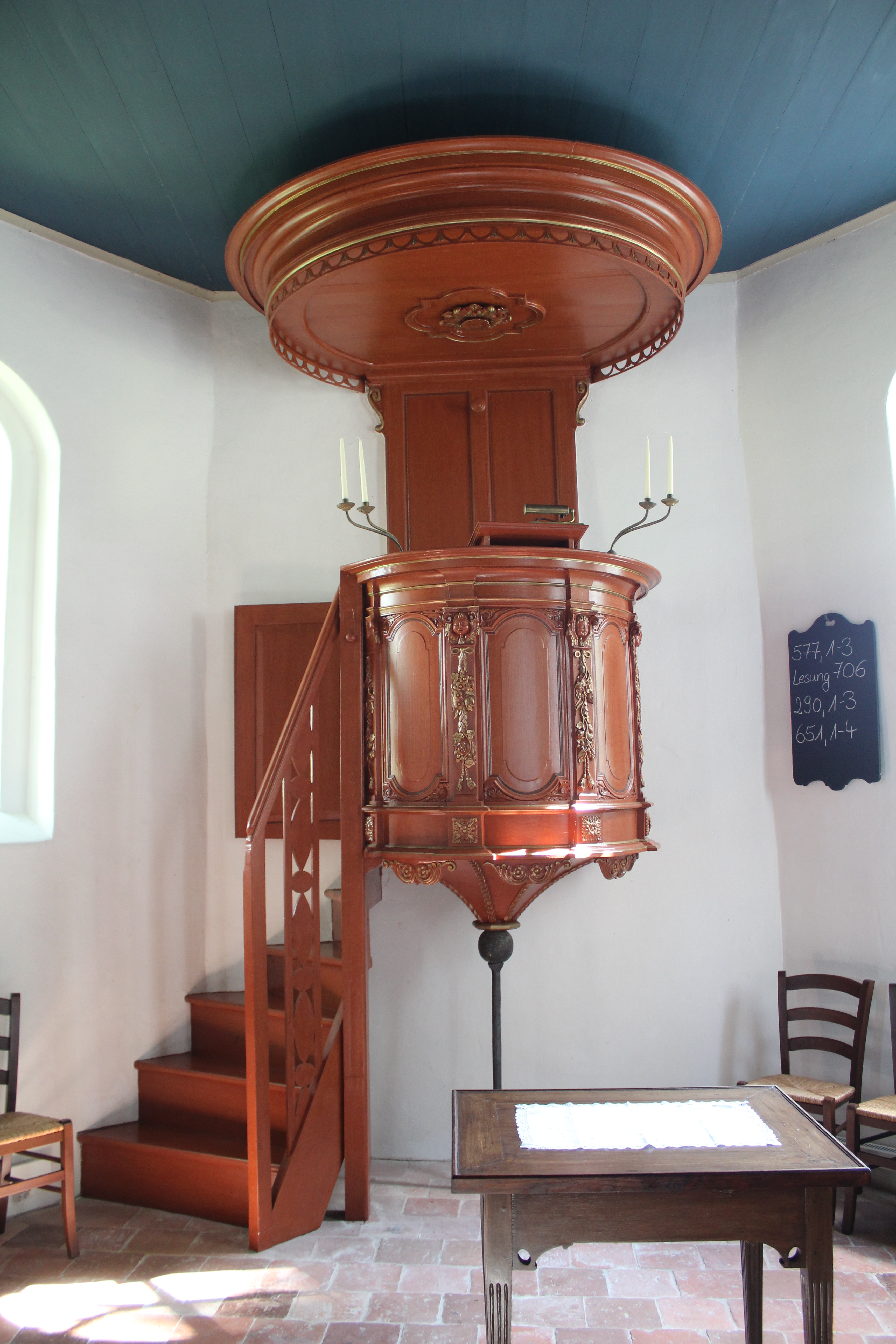
Kanzel

Im Inneren ruht das blau gefasste Holztonnengewölbe auf mit Ornamenten geschmückten Konsolen. Die geschwungene Westempore dient als Aufstellungsort für die Orgel.
Die schlichte Kirchenausstattung wie die hölzerne Kanzel und das Kastengestühl stammt aus dem Jahr 1705. Das Gestühl lässt einen Mittelgang frei. Der runde Kanzelkorb wird durch Pilaster gegliedert, die mit Girlanden und Engelköpfen verziert sind. Der runde Schalldeckel ist profiliert.
Statt eines Altars ist in reformierten Kirchen ein schlichter Abendmahlstisch üblich. Zu den Vasa Sacra gehören ein Becher, der aus dem Jahr 1636 datiert, und ein Brotteller aus dem Jahr 1730.

## Orgel

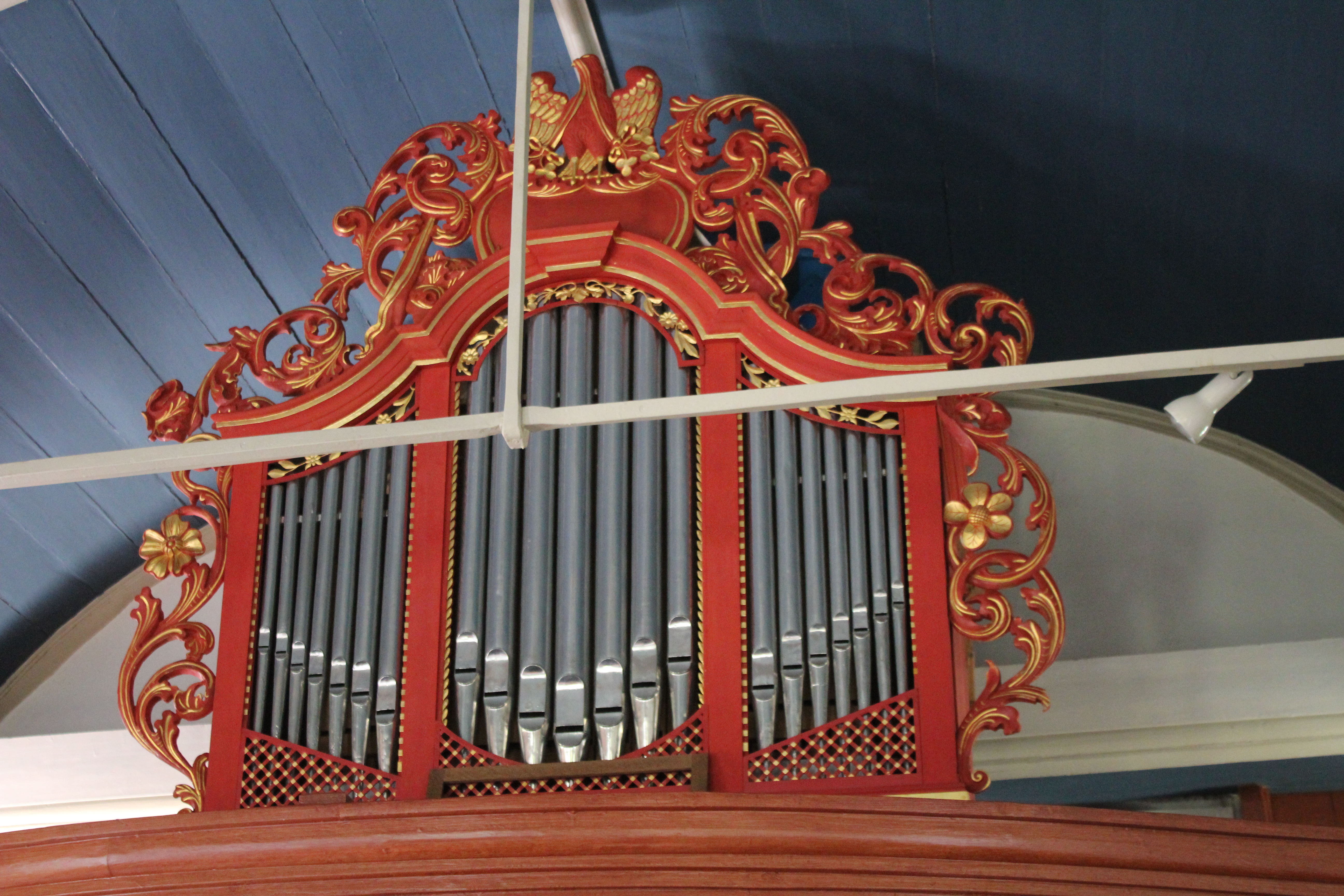
Rohlfs-Orgel

Die kleine einmanualige Orgel wurde 1828 von Johann Gottfried Rohlfs aus Esens unter Verwendung älteren Pfeifenmaterials erbaut und verfügt über sieben Register und ein angehängtes Pedal. Sie ist weitgehend original erhalten und zeichnet sich durch den rot-goldenen Prospekt und ein ausgesprochen farbiges Klangbild aus. Mündlicher Überlieferung zufolge soll es sich um eine „Fürstenorgel“ aus dem Auricher Schloss handeln. Diese Tradition wurde offensichtlich dadurch genährt, dass Rohlfs aus einer älteren Barockorgel unbekannter Herkunft einige Register mit schweren Bleipfeifen übernahm und zeitgleich an der Orgel der fürstlichen Kapelle in Aurich arbeitete. Dieses Werk wies elf Register auf einem Manual auf und war stark reparaturbedürftig. Das Instrument für Böhmerwold brachte Rohlfs aus seiner Werkstatt in Esens nach Aurich und ließ es dort von Männern aus Böhmerwold abholen, um es dann selbst vor Ort aufzubauen. Im Jahr 1890 führte Johann Diepenbrock eine Überholung des Instruments und einen Registertausch durch. 1989 erfolgte durch die Krummhörner Orgelwerkstatt eine Renovierung. Die Disposition lautet seit 1890:
| Manual C–f3 |       |     |
| Praestant   | 4′    | R   |
| Gedackt     | 8′    | V/K |
| Gedackt     | 4′    | V/K |
| Oktave      | 2′    | R   |
| Quinte      | 1 ⁄3′ | V/R |
| Mixtur II   |       | R   |
| Gamba       | 8′    | D   |

| Pedal C–g0        |
| angehängtes Pedal |

V = barocke Vorgängerorgel
R = Johann Gottfried Rohlfs (1828)
D = Johann Diepenbrock (1890)
K = Krummhörner Orgelwerkstatt (1989)
- Traktur:
  - Tontraktur: Mechanisch
  - Registertraktur: Mechanisch
- Windversorgung:
  - Zwei Keilbälge
  - Winddruck: 62 mmWS
- Stimmung:
  - Höhe a1= 440 Hz
  - Ungleichstufige Stimmung

Anmerkungen
1. ↑  Ab c2: 2 2⁄3′.
2. ↑  Ursprünglich Trompete 8′.